# Malagiella fisheri
Malagiella fisheri is een spinnensoort in de familie van de dwergcelspinnen. De spin behoort tot het geslacht Malagiella. De wetenschappelijke naam van de soort werd voor het eerst geldig gepubliceerd in 2011 door Ubick & Griswold.
De soort is endemisch in Madagaskar. De soort komt voor in de regio Atsimo-Atsinanana en leeft op een hoogte tussen de 940 en 1250 meter. Mannetjes hebben een lengte van 1,62 millimeter en vrouwtjes hebben een lengte van 1,70 millimeter.